# Julia Grant

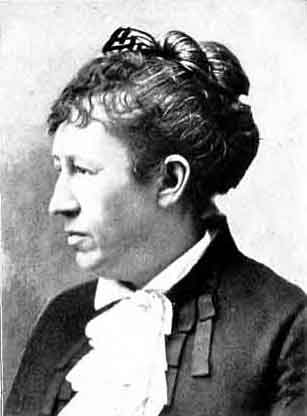
Julia Grant 1876

Julia Grant (* 16. Januar 1826 nahe St. Louis; † 14. Dezember 1902 in Washington, D.C.; geboren als Julia Boggs Dent) war die Ehefrau von Ulysses S. Grant und First Lady der Vereinigten Staaten von 1869 bis 1877.

## Leben

### Erziehung und Ausbildung
Ihre Eltern waren Frederick F. Dent und Ellen Wrenshall Dent. Der Vater war Händler mit einem Geschäft in St. Louis und besaß die mehr als 300 Hektar große Plantage White Haven, die unter anderem von 30 Sklaven bewirtschaftet wurde. Damit zählte er zur wohlhabenden Klasse der Pflanzer. In White Haven kam Dent als erstgeborene Tochter im Januar 1826 zur Welt. Aus ihren Tagebuchaufzeichnungen geht hervor, dass sie wie die meisten Kinder von Sklavenhaltern in den Südstaaten die Ungerechtigkeit der Sklaverei nie hinterfragte, sondern als natürliche Ordnung hinnahm. Dent besuchte eine Elementary School, an deren Gründung und Finanzierung ihr Vater beteiligt gewesen war. Mit zehn Jahren wurde sie auf ein Internat in St. Louis geschickt. Dort erhielt sie Unterricht in Etikette, Literatur und Musik und weiteren Fähigkeiten, deren Beherrschung von weiblichen Angehörigen ihrer gesellschaftlichen Schicht erwartet wurden. Das Frauenbild jener Zeit sah auch in den Nordstaaten Frömmigkeit, Unverfälschtheit und Unterordnung gegenüber Männern vor. Sie sollten sich um den Haushalt und die Familie kümmern.

### Heirat mit Ulysses S. Grant und Geburt der Kinder
Nach ihrem Schulabschluss im Juni 1843 kehrte sie im Februar 1844 nach White Haven zurück. Dort lernte sie über ihren Bruder Fred, der mit Ulysses S. Grant in West Point eine Stube geteilt hatte, den späteren Präsidenten als jungen Leutnant der United States Army kennen. Obwohl in mancher Hinsicht von gegensätzlicher Natur – sie lebhaft und gesellig, er hingegen ruhig und zurückhaltend – entstand schnell eine Liebesbeziehung. Bevor Grant im Mai 1844 wegen Grenzstreitigkeiten mit Mexiko nach Louisiana versetzt wurde, trug er ihr die Verlobung an. Dent lehnte erst ab, weil sie sich für eine Verbindung noch zu jung fühlte und ihr Vater skeptisch war, doch nachdem Grant von einem mehrwöchigen Familienbesuch zurückkehrte, tauschten sie die Verlobungsringe. Unmittelbar danach trennten sich ihre Wege aufgrund Grants Einsatz im Mexikanisch-Amerikanischen Krieg für vier Jahre. Von der Korrespondenz dieser Zeit sind nur die Briefe Grants erhalten, aus denen hervorgeht, dass Dent sich bei ihren Antworten Zeit ließ.
Das Paar heiratete nach Kriegsende am 22. August 1848 in St. Louis. Aus der Ehe gingen drei Söhne und eine Tochter hervor:
- Frederick Dent Grant (1850–1912) – General und Politiker
- Ulysses Simpson Grant, Jr., bekannt als „Buck“ (1852–1929) – Rechtsanwalt.
- Ellen Wrenshall Grant, genannt „Nellie“ (1855–1922)
- Jesse Root Grant, (1858–1934) – Ingenieur

Nach der Heirat sah sich Julia Grant den Widrigkeiten ausgesetzt, die mit dem Beruf ihres Gatten einhergingen, denn sie zog mit ihm zu seinem neuen Dienstort nach Detroit und musste ihr familiäres Umfeld hinter sich lassen. Auch als Grant danach nach Sackets Harbor versetzt wurde, begleitete sie ihn. Eine große Umstellung war für sie die selbständige Organisation des Haushaltes ohne Sklaven. Das Gehalt Grants reichte nur zur Anstellung einer Koch- und Putzhilfe. Zur Geburt des ersten Kindes kehrte Julia Grant im Mai 1850 vorübergehend nach White Haven zu ihrer Mutter zurück. Während der zweiten Schwangerschaft wurde Grant im Jahr 1852 an die Westküste der Vereinigten Staaten versetzt. Obwohl sie ihren Mann auch hierhin begleiten wollte, bestand dieser aus Sorge um ihre Gesundheit während der strapaziösen Reise darauf, den Weg ohne sie anzutreten. Julia Grant brachte ihr zweites Kind schließlich im Hause der Schwiegereltern in Georgetown, Ohio zur Welt. Die folgenden zwei Jahre lebte sie als alleinerziehende Mutter bei ihren Eltern in White Haven, während Grant unterschiedliche Dienstposten im Pazifischen Nordwesten bekleidete. In dieser Zeit konnte sie bei der Betreuung der Kinder wieder auf Sklavinnen zurückgreifen.
Nachdem ihr Mann 1854 den Armeedienst verlassen hatte, um zu seiner Familie zurückzukehren, lebten sie bis 1859 in White Haven. Hier arbeitete Grant auf der Plantage seines Schwiegervaters und bekam von ihm eine Parzelle zur eigenen Bewirtschaftung übertragen. In dieser Phase gerieten sie in finanzielle Schwierigkeiten, denen auch der Schwiegervater keine Abhilfe verschaffen konnte, da er zwar über Großgrundbesitz aber kaum über Kapital verfügte. Grants Herkunft aus einem abolitionistischen Elternhaus konfligierte zwar mit der Sklaverei, die die Grundlage für die Plantagenwirtschaft bildete, aber er respektierte das damals gültige Recht seines Schwiegervaters auf Sklavenbesitz und akzeptierte das Verhalten Julia Grants, die auf die Arbeit von Sklaven im Haushalt zurückgriff.

## Werke
- J. Y. Simon: The Personal Memoirs of Julia Dent Grant. Southern Illinois University Press, Carbondale 1975.